# Pecíol (insectes)

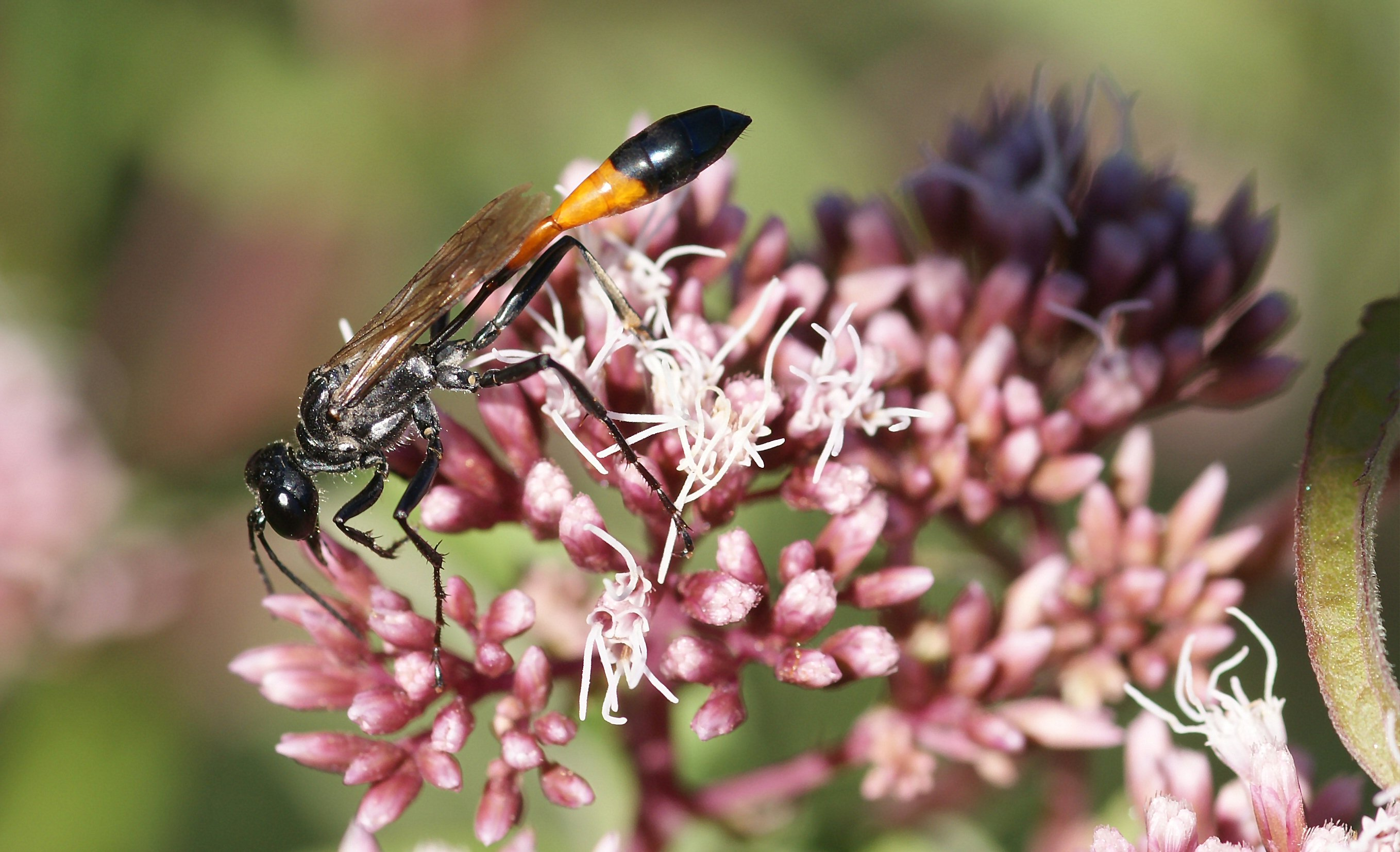
La vespa de la sorra Ammophila sabulosa té un llarg pecól.

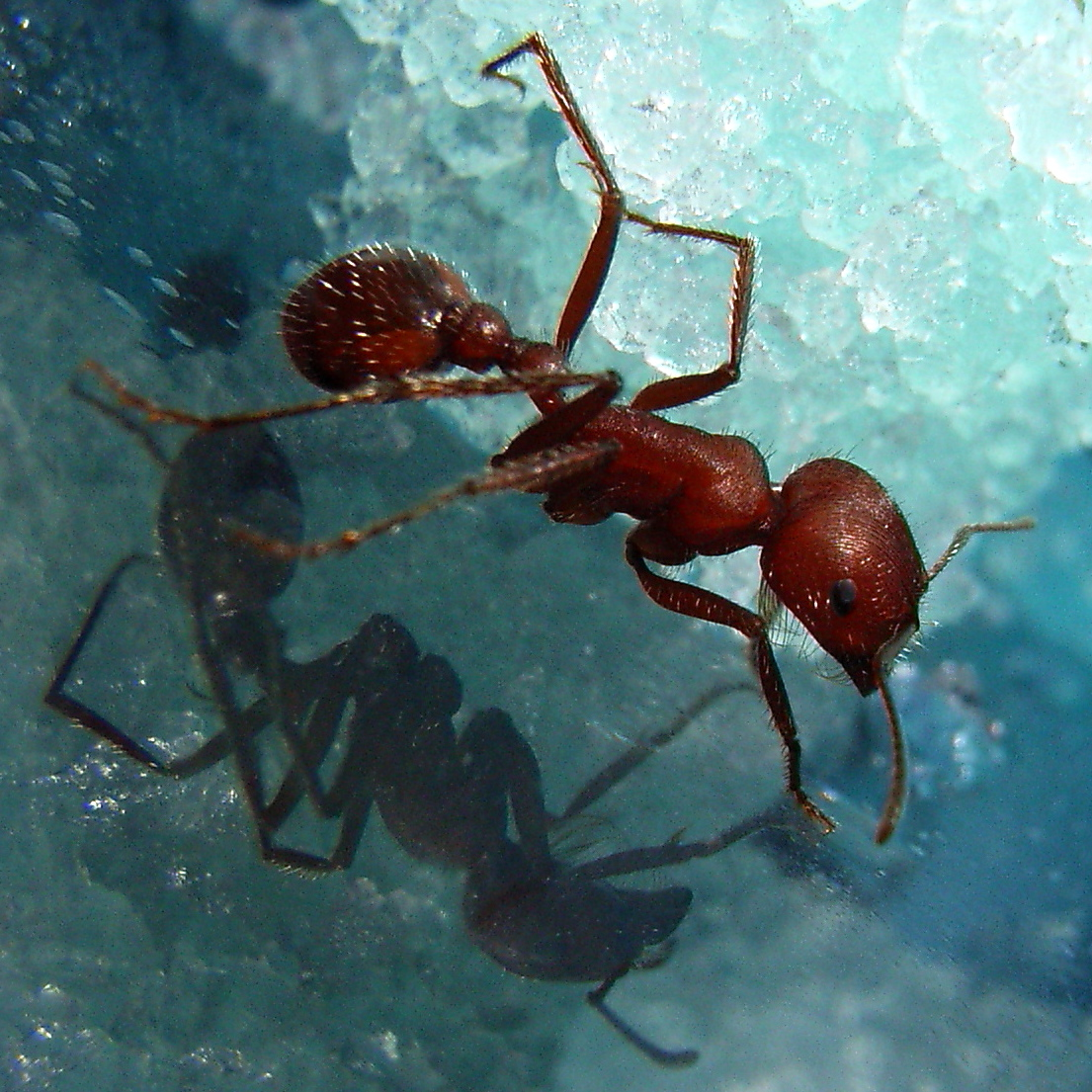
Pecíol de formga amb dos segments

En entomologia, pecíol és un terme tècnic per la cintura estreta d'alguns insectes himenòpters, especialment formigues, abelles i vespes. El pecíol pot constar d'un o dos segments, característica d'interès taxonòmic de les subfamílies en les formigues. El terme pecíol es fa servir per a referir-se per al primer o segon segment del metasoma (posterior) dels membres dels himenopters subordre Apocrita (formigues, abelles i vespes). De vegades es fa servir per altres insectes.